# مونیکا گاگلیانو
مونیکا گاگلیانو (انگلیسی: Monica Gagliano؛ زادهٔ ۱ ژانویهٔ ۱۹۷۶) بوم‌شناس، زیست‌شناس دریایی، زیست‌شناس، گیاه‌شناس، و استاد دانشگاه اهل ایتالیا است.